# Liste Internationaler Mathematik-Olympiaden
Die nachfolgende Liste enthält alle Austragungszeiten, Austragungsorte und Teilnehmerzahlen Internationaler Mathematik-Olympiaden (IMO).

## Bisherige Austragungsorte
- 21.–31. Juli 1959: Brașov, Rumänien (52 Teilnehmer aus 7 Ländern)
- 18.–26. Juli 1960: Sinaia, Rumänien (39 Teilnehmer aus 5 Ländern)
- 6.–16. Juli 1961: Veszprém, Ungarn (48 Teilnehmer aus 6 Ländern)
- 7.–15. Juli 1962: Budweis, Tschechoslowakei (56 Teilnehmer aus 7 Ländern)
- 5.–13. Juli 1963: Breslau, Polen (64 Teilnehmer aus 8 Ländern)
- 30. Juni–10. Juli 1964: Moskau, Sowjetunion (72 Teilnehmer aus 9 Ländern)
- 3.–13. Juli 1965: Berlin, DDR (80 Teilnehmer aus 10 Ländern)
- 1.–14. Juli 1966: Sofia, Bulgarien (72 Teilnehmer aus 9 Ländern)
- 2.–13. Juli 1967: Cetinje, Jugoslawien (99 Teilnehmer aus 13 Ländern)
- 5.–18. Juli 1968: Moskau, Sowjetunion (96 Teilnehmer aus 12 Ländern)
- 5.–20. Juli 1969: Bukarest, Rumänien (112 Teilnehmer aus 14 Ländern)
- 8.–22. Juli 1970: Keszthely, Ungarn (112 Teilnehmer aus 14 Ländern)
- 10.–21. Juli 1971: Žilina, Tschechoslowakei (115 Teilnehmer aus 15 Ländern)
- 5.–17. Juli 1972: Toruń, Polen (107 Teilnehmer aus 14 Ländern)
- 5.–16. Juli 1973: Moskau, Sowjetunion (125 Teilnehmer aus 16 Ländern)
- 4.–17. Juli 1974: Erfurt, DDR (140 Teilnehmer aus 18 Ländern)
- 3.–16. Juli 1975: Burgas, Bulgarien (135 Teilnehmer aus 17 Ländern)
- 7.–21. Juli 1976: Lienz, Österreich  (139 Teilnehmer aus 18 Ländern)
- 1.–13. Juli 1977: Belgrad, Jugoslawien (155 Teilnehmer aus 21 Ländern)
- 3.–10. Juli 1978: Bukarest, Rumänien (132 Teilnehmer aus 17 Ländern)
- 30. Juni–9. Juli 1979: London, Großbritannien (166 Teilnehmer aus 23 Ländern)
- 8.–20. Juli 1981: Washington, USA (185 Teilnehmer aus 27 Ländern)
- 5.–14. Juli 1982: Budapest, Ungarn (119 Teilnehmer aus 30 Ländern)
- 1.–12. Juli 1983: Paris, Frankreich (186 Teilnehmer aus 32 Ländern)
- 29. Juni–10. Juli 1984: Prag, Tschechoslowakei (192 Teilnehmer aus 34 Ländern)
- 29. Juni–11. Juli 1985: Joutsa, Finnland (209 Teilnehmer aus 38 Ländern)
- 4.–15. Juli 1986: Warschau, Polen (210 Teilnehmer aus 37 Ländern)
- 5.–16. Juli 1987: Havanna, Kuba (237 Teilnehmer aus 42 Ländern)
- 9.–21. Juli 1988: Canberra, Australien (268 Teilnehmer aus 49 Ländern)
- 13.–24. Juli 1989: Braunschweig, BRD (291 Teilnehmer aus 50 Ländern)
- 8.–19. Juli 1990: Peking, China (308 Teilnehmer aus 54 Ländern)
- 12.–23. Juli 1991: Sigtuna, Schweden (318 Teilnehmer aus 56 Ländern)
- 10.–21. Juli 1992: Moskau, Russland (322 Teilnehmer aus 56 Ländern)
- 13.–24. Juli 1993: Istanbul, Türkei (413 Teilnehmer aus 73 Ländern)
- 8.–20. Juli 1994: Hongkong (385 Teilnehmer aus 69 Ländern)
- 13.–25. Juli 1995: Toronto, Kanada (412 Teilnehmer aus 73 Ländern)
- 5.–17. Juli 1996: Mumbai, Indien (424 Teilnehmer aus 75 Ländern)
- 18.–31. Juli 1997: Mar del Plata, Argentinien (460 Teilnehmer aus 82 Ländern)
- 10.–21. Juli 1998: Taipeh, Taiwan (419 Teilnehmer aus 76 Ländern)
- 10.–22. Juli 1999: Bukarest, Rumänien (450 Teilnehmer aus 81 Ländern)
- 13.–25. Juli 2000: Taejon, Republik Korea (461 Teilnehmer aus 31 Ländern)
- 1.–14. Juli 2001: Washington, USA (473 Teilnehmer aus 83 Ländern)
- 19.–30. Juli 2002: Glasgow, Großbritannien (479 Teilnehmer aus 84 Ländern)
- 7.–19. Juli 2003: Tokio, Japan (457 Teilnehmer aus 82 Ländern)
- 6.–18. Juli 2004: Athen, Griechenland (486 Teilnehmer aus 85 Ländern)
- 8.–19. Juli 2005: Mérida, Mexiko (513 Teilnehmer aus 91 Ländern)
- 6.–18. Juli 2006: Ljubljana, Slowenien (498 Teilnehmer aus 90 Ländern)
- 19.–31. Juli 2007: Hanoi, Vietnam (520 Teilnehmer aus 93 Ländern)
- 10.–22. Juli 2008: Madrid, Spanien (535 Teilnehmer aus 97 Ländern)
- 10.–22. Juli 2009: Bremen, Deutschland (565 Teilnehmer aus 104 Ländern)
- 2.–14. Juli 2010: Astana, Kasachstan (522 Teilnehmer aus 95 Ländern)
- 12.–24. Juli 2011: Amsterdam, Niederlande (563 Teilnehmer aus 101 Ländern)
- 4.–16. Juli 2012: Mar del Plata, Argentinien (547 Teilnehmer aus 100 Ländern)
- 18.–8. Juli 2013: Santa Marta, Kolumbien (527 Teilnehmer aus 97 Ländern)
- 3.–13. Juli 2014: Kapstadt, Südafrika (560 Teilnehmer aus 101 Ländern)
- 4.–16. Juli 2015: Chiang Mai, Thailand (577 Teilnehmer aus 104 Ländern)
- 6.–16. Juli 2016: Hongkong, China (602 Teilnehmer aus 109 Ländern)
- 12.–23. Juli 2017: Rio de Janeiro, Brasilien (615 Teilnehmer aus 111 Ländern)
- 3.–14. Juli 2018: Cluj-Napoca, Rumänien (594 Teilnehmer aus 107 Ländern)
- 11.–22. Juli 2019: Bath, Großbritannien (621 Teilnehmer aus 112 Ländern)
- 19.–28. September 2020: Sankt Petersburg, Russland (Koordination / 616 Teilnehmer aus 105 Ländern)
- 14.–24. Juli 2021: Sankt Petersburg, Russland (Koordination / 619 Teilnehmer aus 107 Ländern)
- 6.–16. Juli 2022: Oslo, Norwegen (589 Teilnehmer aus 104 Ländern)
- 2.–13. Juli 2023: Chiba, Japan (618 Teilnehmer aus 112 Ländern)
- 11.–22. Juli 2024: Bath, Großbritannien (609 Teilnehmer aus 108 Ländern)

## Vorgesehene Austragungsorte
- 10.–20. Juli 2025: Sunshine Coast, Australien
- 2026: Shanghai, China
- 2027: Ungarn, Ungarn
- 2028: Saudi-Arabien, Saudi-Arabien